# 338 г. пр.н.е.
338 (триста тридесет и осма) година преди новата ера (пр.н.е.) е година от доюлианския (Помпилийски) римски календар.

## Събития

### В Европа

#### В Гърция
- Парменион завладява Амфиса и Навпакт.[1]
- 2 август – Филип II Македонски постига решителна победа над обединените сили на гръцките полиси в Битката при Херонея.[1]
- Филип постига споразумение с Атина и Тива, след което нахлува в Пелопонес, където приема незабавната капитулация на Коринт и Мегара.[2]

#### В Римската република
- Консули са Луций Фурий Камил и Гай Мений.
- Край на Втората латинска война. Бунтуващите се латински селища са превзети. Латинският съюз е разпуснат, а в Римската република са инкорпорирани Ланувиум, Ариция, Номентум и Педум. Римски заселници се установяват във Велитре. Градовете Фунди, Форние, Капуа, Суесула и Куме получват гражданство без право на глас (civitas sine suffragio).[3]
- Основана е римска колония в Анциум.[3]

#### В Сицилия
- Тимолеон заселва отново Джела и Акраг.[3]

### В Азия

#### В Персийската империя
- Персийският владетел Артаксеркс III е отровен от своя министър Багой. На трона се възкачва Арсес, но реалната власт остава в ръцете на Багой, който елиминира всички други претенденти за царската власт.[4]

## Починали
- Артаксеркс III, владетел (Велик цар) на Ахеменидска Персия
- Архидам III, цар на Спарта
- Исократ, древногръцки ритор, един от десетте атически оратори (роден 436 г. пр.н.е.)